# 东南三贤
東南三賢是指中國南宋時的三位理學家和學者：朱熹、張栻、呂祖謙，當時人因為他們活動的地方在中國東南地區（朱熹在閩、呂祖謙在浙東、張栻在湖南）因此將三人合稱為東南三賢。